# ケアリル・モリニュー (第6代モリニュー子爵)
第6代モリニュー子爵ケアリル・モリニュー（英語: Caryll Molyneux, 6th Viscount Molyneux、1683年12月28日 – 1745年11月11日）は、アイルランド貴族。

## 生涯
第4代モリニュー子爵ウィリアム・モリニューとブリジット・ルーシー（Bridget Lucy、1655年頃 – 1713年4月23日、ロバート・ルーシーの娘）の次男として、1683年12月28日に生まれた。
1738年12月12日に兄リチャードが死去すると、モリニュー子爵の爵位を継承した。
1745年11月11日に死去、13日にセフトンで埋葬された。生涯未婚だったため、弟ウィリアムが爵位を継承した。